# اوبو
اوبو (به لاتین: Obo) مرکز هاوت امبومو، یکی‌از ۱۴ استان واقع‌در جمهوری آفریقای مرکزی است.

## نگارخانه

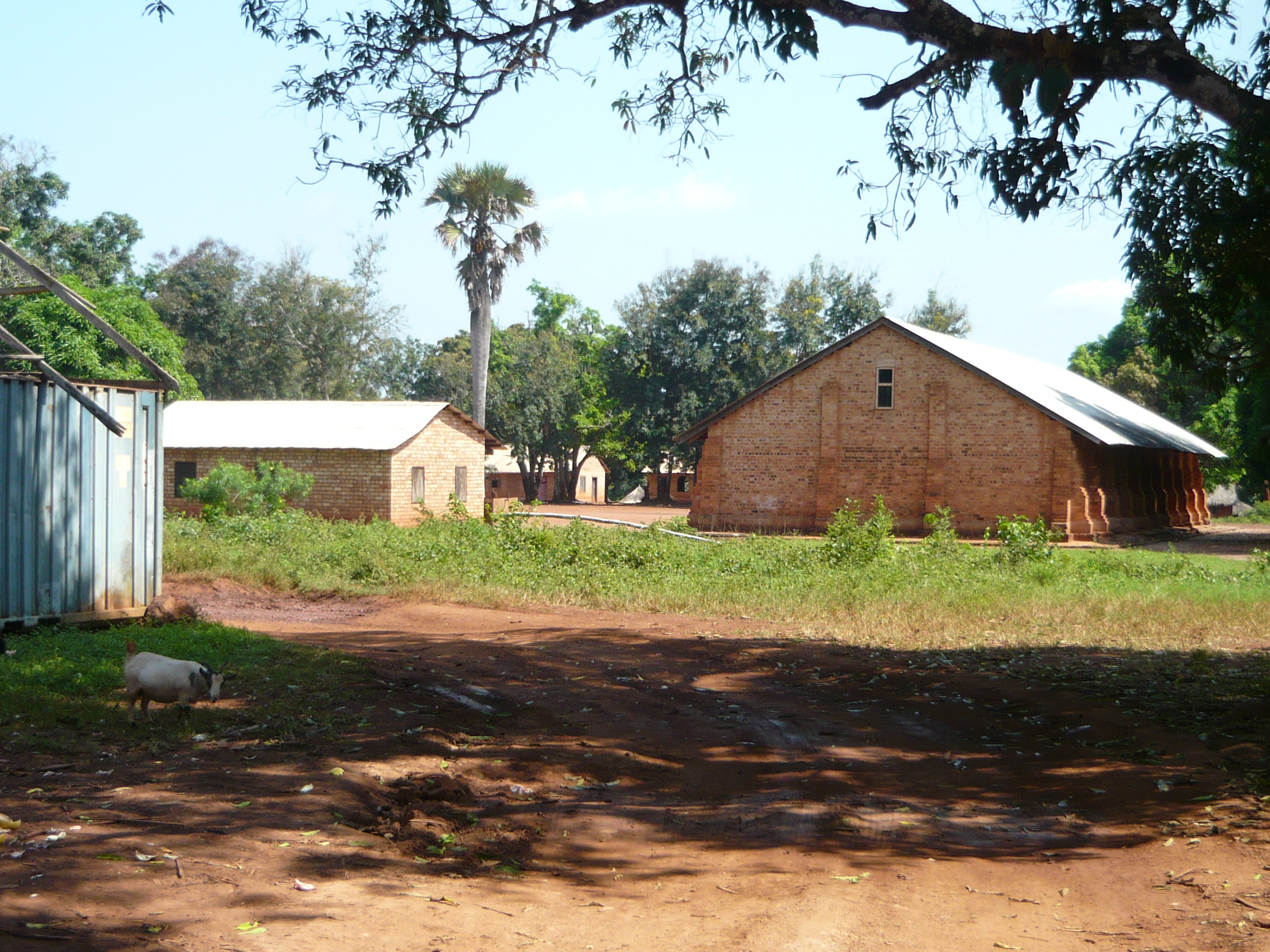
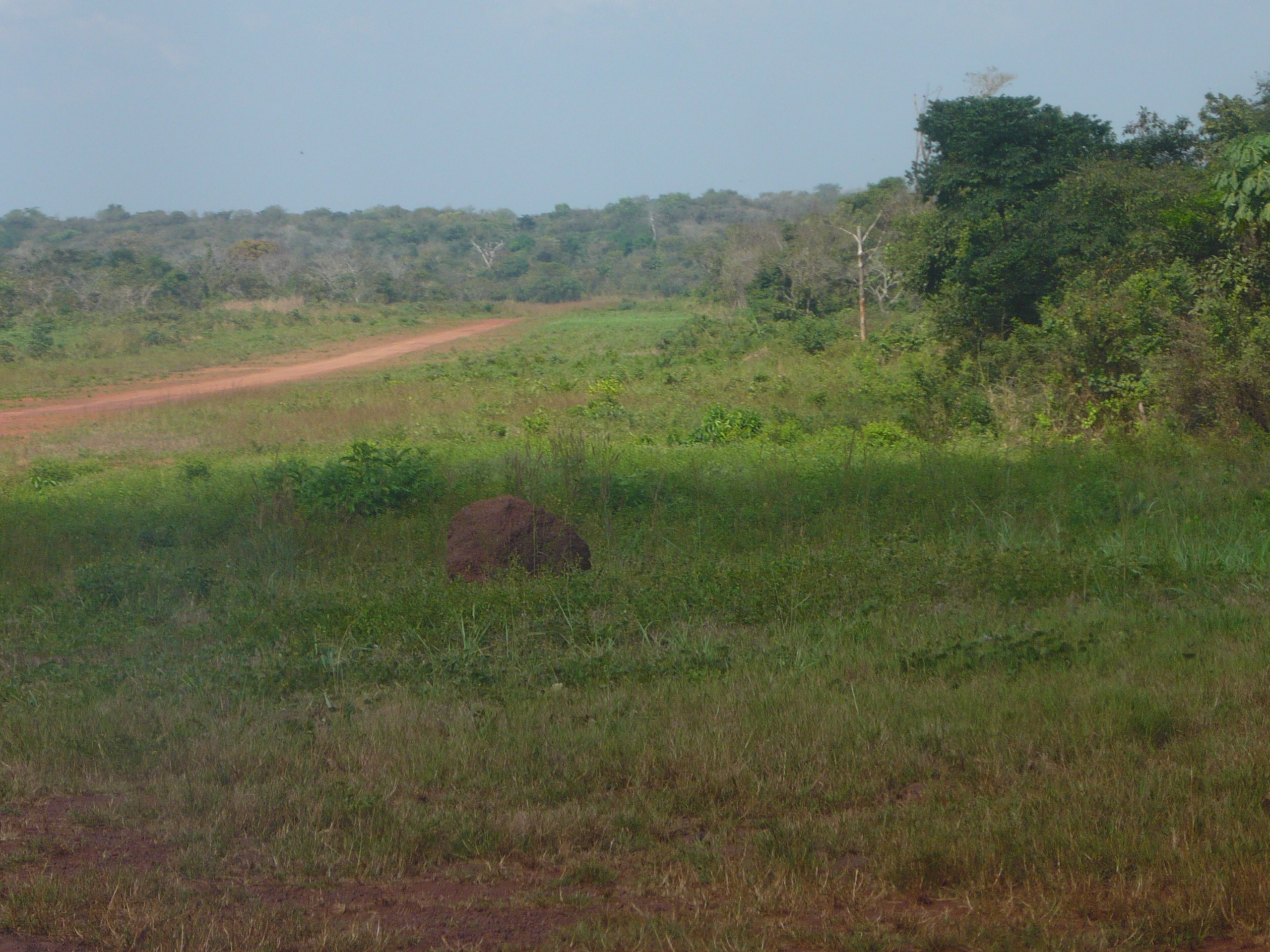
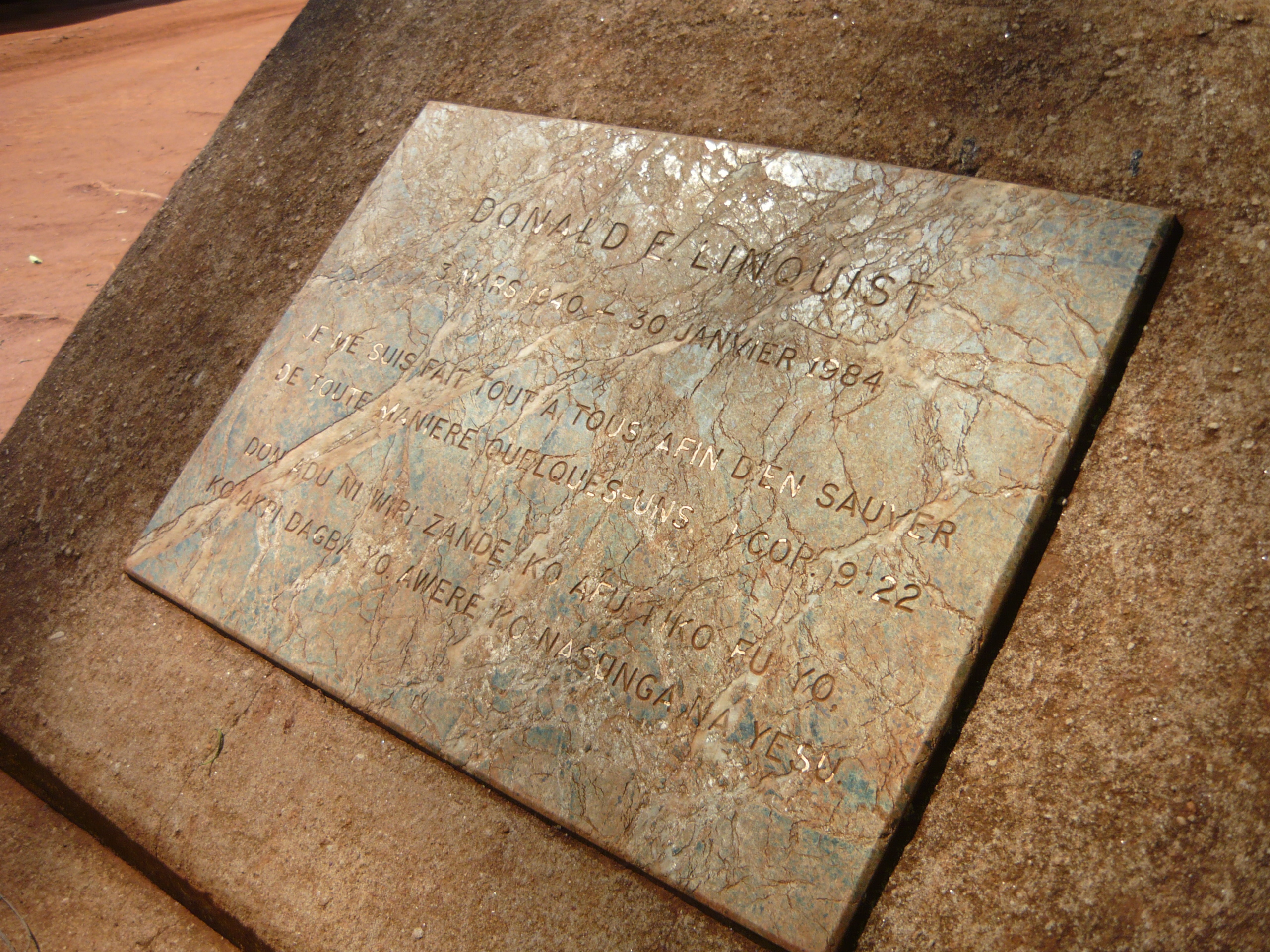

## خصوصیات
اوبو ۱۲٬۷۸۷ نفر جمعیت دارد.